# Elisabeth von Hessen-Darmstadt (1895–1903)

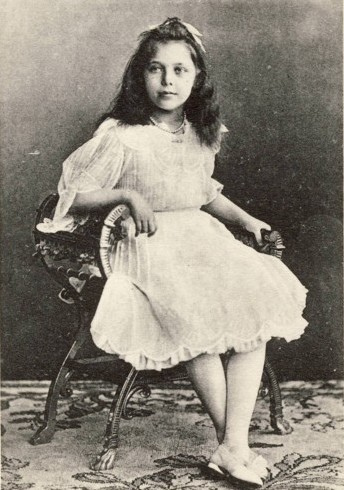
Prinzessin Elisabeth von Hessen und bei Rhein im Jahr 1903

Prinzessin Elisabeth Marie Alice Victoria von Hessen und bei Rhein (* 11. März 1895 in Darmstadt; † 16. November 1903 in Skierniewice, Russisches Kaiserreich, heute Polen) war die einzige Tochter des letzten regierenden Großherzogs Ernst Ludwig von Hessen und bei Rhein und seiner ersten Gemahlin Victoria Melita von Sachsen-Coburg und Gotha.

## Leben

### Geburt und Trennung der Eltern

Elisabeth mit ihren Eltern (1897)

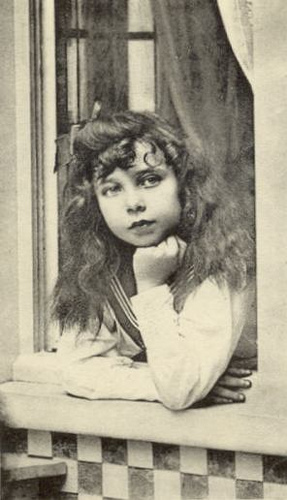
„Prinzeßchen“ Elisabeth blickt aus ihrem Prinzessinnenhaus (1902)

Elisabeth war das erste Kind aus der Ehe ihres Vaters mit Victoria Melita von Sachsen-Coburg und Gotha. Das Paar hatte am 19. April 1894 im Schloss Ehrenburg bei Coburg geheiratet. Die Ehe war von der britischen Königin Victoria, Großmutter der beiden, angeregt worden. Die Taufe der Prinzessin erfolgte am 24. März 1895, wobei das Kind die Namen seiner Taufpatinnen Großfürstin Sergius von Russland (Ernst Ludwigs Schwester Elisabeth), Königin Marie von Rumänien (Victoria Melitas Schwester), Zarin Alexandra Fjodorowna von Russland (Ernst Ludwigs Schwester Alix) und Königin Victoria erhielt. Die beiden letztgenannten waren jedoch nicht bei Elisabeths Taufe im Neuen Palais in Darmstadt anwesend, die durch Oberhofprediger Bender mit Wasser aus dem Jordan durchgeführt wurde. Ebenfalls Taufpate war Herzog Alfred von Coburg, der Großvater des Kindes.
Von den Darmstädtern „Prinzeßchen“ oder auch „Prinzessin Sonnenschein“ (in Anlehnung an ihre Tante Alix) betitelt, begann Elisabeth früh damit, Repräsentationspflichten in der Öffentlichkeit wahrzunehmen, so etwa 1901 bei der Eröffnung einer Ausstellung der Künstlerkolonie Darmstadt mit ihren Eltern auf der Mathildenhöhe. Ernst Ludwig betete seine Tochter an und bezeichnete sie später als „Sonnenschein“ in seinem Leben, die „immer freundlich und vergnügt“, aber auch häufig „tief traurige Augen“ hatte. „Obwohl nur ein Kind, hatte sie besonders tiefes Empfinden mit einem großen Herzen […] Nie habe ich ein Kind gesehen, das so viel Einfluß auf Erwachsene hatte. Obwohl sie es vergötterten, blieb es immer das gleiche, weil seine innerliche Persönlichkeit so stark war. Wer mit dem Kind verkehrte, hat es nie vergessen, denn es war eine Art Nimbus um dasselbe, welches es vor allem Verwöhntsein schützte.“, so Ernst Ludwig.
Die Ehe von Elisabeths Eltern verlief unglücklich, was hauptsächlich Victoria Melita angelastet wurde: Sie habe nicht die Aufgaben erfüllen können, die von ihr an einem so kleinen und traditionsgebundenen Hof als Landesmutter erwartet wurden. Nach der Totgeburt eines Sohnes im Jahr 1900 trennte sich das Paar und ließ sich am 21. Dezember 1901 scheiden. Elisabeth litt unter der Trennung der Eltern und soll ihren Vater bevorzugt haben. Die Eltern teilten das Sorgerecht, wobei die Prinzessin jeweils eine Jahreshälfte in Darmstadt und eine in Gotha verbringen sollte, wo die Mutter nach der Scheidung zunächst lebte. „Einstens, wie sie [Elisabeth] zu ihrer Mutter zurückkehren mußte, erklärte ich ihr, wie ihre Mutter sie doch liebe. Da antworte sie einfach: ‚Mama sagt es. Du tust es.‘. Ich mußte schweigen …“, so Ernst Ludwig. Ernst Ludwigs Schilderung der lieblosen Mutter wird durch bislang unbeachtete Quellen bestätigt. Die Mutter der geschiedenen Großherzogin, Herzogin Maria von Sachsen-Coburg und Gotha, schrieb am 5. Juli 1903: „I have somehow the feeling that au fond Ducky [Victoria Melita] would be relieved to get quite rid of that child. [...] selfishness plays the principle part in this [...] and drowns all maternal feelings in her.“ Zit. nach Mandache (2023), S. 101.

### Bau des „Prinzessinnenhauses“ im Schloss Wolfsgarten
1902 ließ der Großherzog für seine Tochter im Park von Schloss Wolfsgarten das sogenannte Prinzessinnenhaus errichten, das noch heute existiert. Das vom österreichischen Architekten Joseph Maria Olbrich (1867–1908) im Jugendstil erbaute eingeschossige Spielhaus mit einer Raumhöhe von 1,90 Metern ist ganz an die Maße und Bedürfnisse eines Kindes angepasst und besteht aus einem Salon und einer Küche. Die Initiale „E“ für Elisabeth ist vielfach an und in der Mischung aus Villa und Landhaus angebracht. Es ist das letzte in seiner Originalsubstanz erhaltene Gebäude Olbrichs. Hofdame Georgine Freiin von Rotsmann erzählte später die Geschichte des Prinzessinnenhäuschens in Form eines Märchens, das von Olbrich mit fünf farbigen Lithografien illustriert wurde.

### Früher Tod

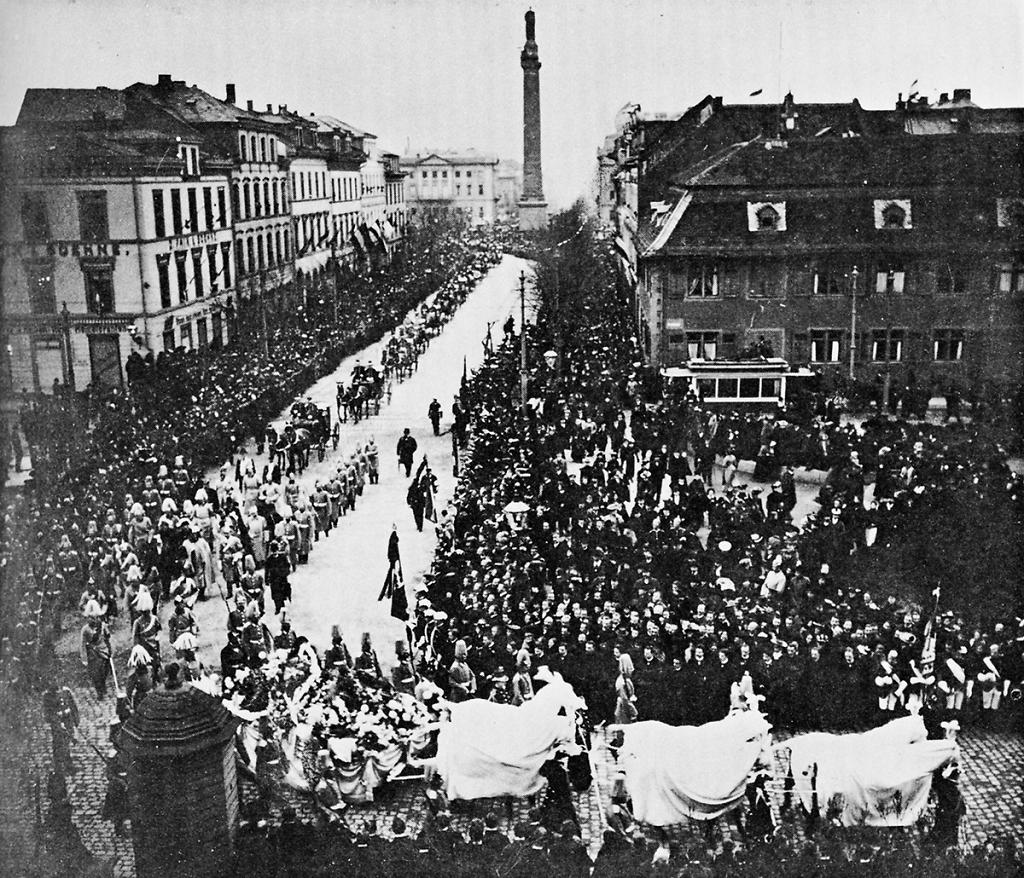
Trauerzug für Prinzessin Elisabeth in Darmstadt, 19. November 1903

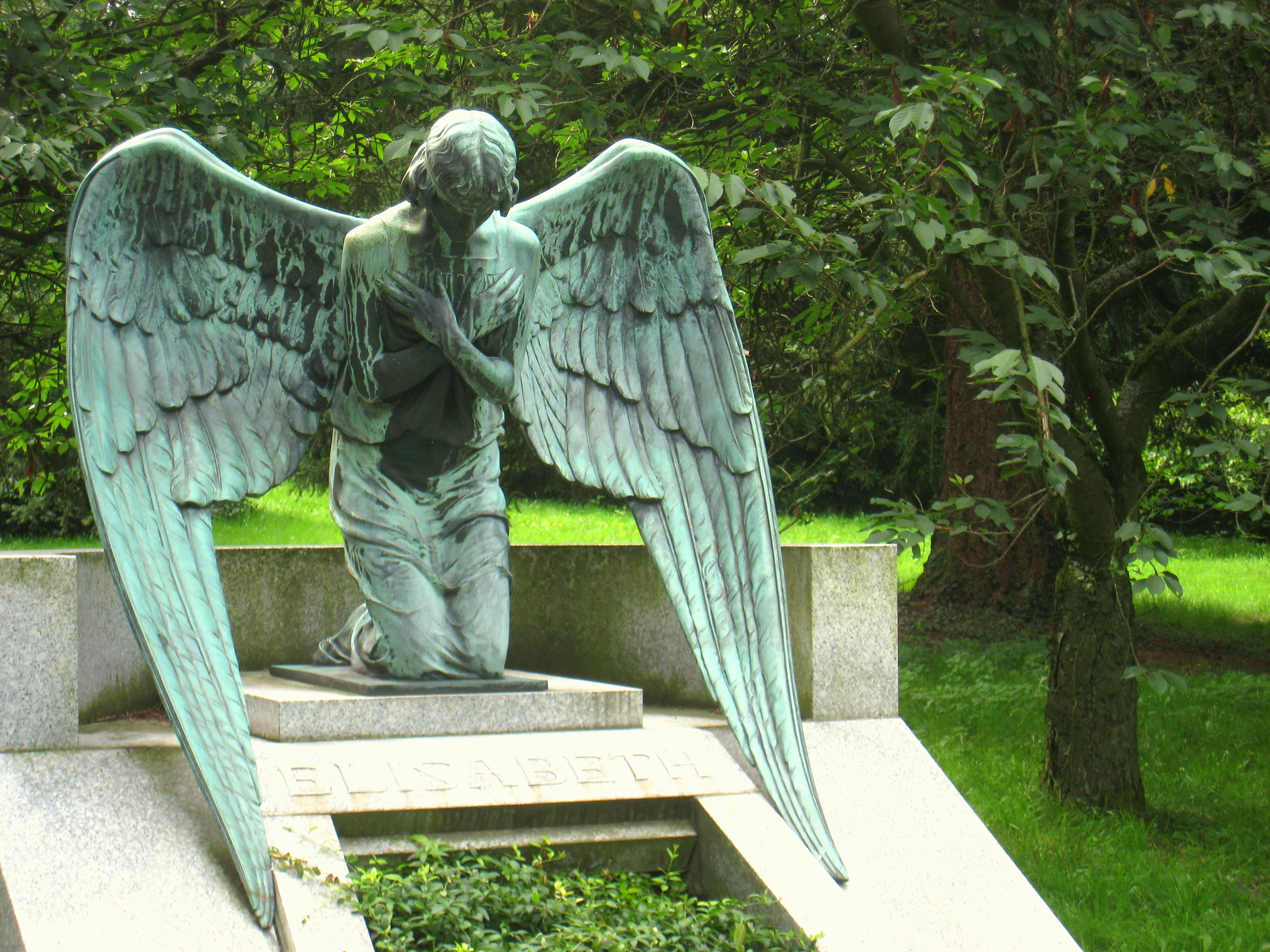
Elisabeths Grab auf der Rosenhöhe mit der von Ludwig Habich geschaffenen Engelsfigur

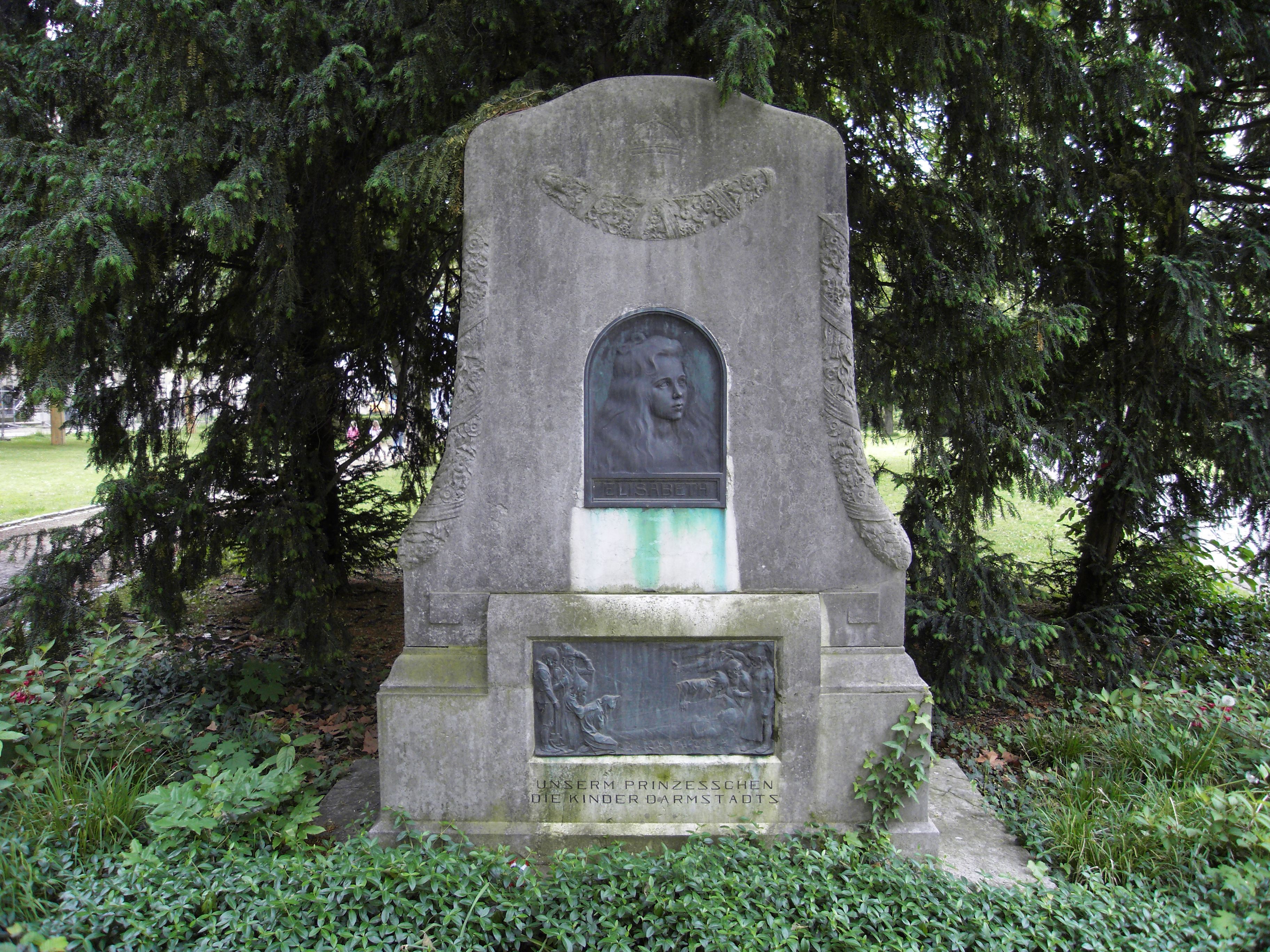
Gedenkstein Prinzessin Elisabeth im Herrngarten in Darmstadt

Im November 1903 begleitete Elisabeth ihren Vater zu einem Jagdausflug mit dem russischen Kaiserpaar Nikolaus II. und Alexandra nach Skierniewice (heute Polen). Dort starb sie im gleichnamigen Jagdschloss im Alter von acht Jahren. Als Todesursache wurde anfangs Kindercholera angegeben, dann Strychnin vermutet, das dem russischen Zaren gegolten haben soll, und schließlich eine Typhusinfektion genannt.

#### Bestattung und Nachwirken
Elisabeths Leichnam wurde in einem silbernen Sarg mit einem Extrazug nach Darmstadt überführt. Unter großer Anteilnahme der Bevölkerung fand dort am 19. November ein Trauerzug auf die Rosenhöhe statt, bei dem sechs weißbehangene Pferde den Wagen mit dem Sarg zogen. Die Bestattung wurde durch den Oberhofprediger Ludwig Ehrhardt durchgeführt. Elisabeths Grab wird von einer Engelsfigur mit ausgebreiteten Flügeln geschmückt, die von dem Bildhauer Ludwig Habich geschaffen wurde.
Fast zwei Jahre nach ihrem Tod wurde, ebenfalls von Habich, ein Gedenkstein gestaltet, der bis heute in unmittelbarer Nähe zum Südausgang des Darmstädter Herrngartens aufgestellt ist. Der Stein aus Marmor ist mit einem Medaillonbild Elisabeths sowie einem Relief des von sieben Zwergen bewachten Schneewittchens im gläsernen Sarg versehen und wurde am 25. Oktober 1905 im Beisein von über 10.000 Darmstädter Kindern enthüllt, die für das Denkmal gespendet hatten.
Ernst Ludwig konnte den Tod seiner Tochter nur schwer verwinden. Er wollte Elisabeths Schmuck von niemandem mehr getragen sehen und ließ diesen daher nach eigenen Vorstellungen von dem großherzoglichen Hofjuwelier Robert Koch in Frankfurt am Main in einen Abendmahlskelch, einen Bibeleinband und eine Ampel einfassen. Die Bibel ist heute im Besitz der Stadtkirche Darmstadt.
Ernst Ludwig heiratete im Jahr 1905 Prinzessin Eleonore zu Solms-Hohensolms-Lich und gründete mit ihr eine neue Familie, der zwei Söhne entstammten. Gemäß seinem Wunsch wurde er 1937 nahe seiner verstorbenen Tochter Elisabeth beigesetzt. Im selben Jahr kam am 16. November 1937 fast die gesamte Familie Ernst Ludwigs bei einem Flugunfall nahe Ostende ums Leben, dem 34. Todestag Elisabeths.

## Ahnentafel
| Ahnentafel von Prinzessin Elisabeth                        | Ahnentafel von Prinzessin Elisabeth | Ahnentafel von Prinzessin Elisabeth | Ahnentafel von Prinzessin Elisabeth | Ahnentafel von Prinzessin Elisabeth | Ahnentafel von Prinzessin Elisabeth | Ahnentafel von Prinzessin Elisabeth | Ahnentafel von Prinzessin Elisabeth | Ahnentafel von Prinzessin Elisabeth |
| ---------------------------------------------------------- | --- | --- | --- | --- | --- | --- | --- | --- |
| Urgroßeltern                                               | Prinz Karl von Hessen und bei Rhein (1809–1877) ⚭ 1836 Prinzessin Elisabeth von Preußen (1815–1885)                                                      | Prinz Karl von Hessen und bei Rhein (1809–1877) ⚭ 1836 Prinzessin Elisabeth von Preußen (1815–1885)                                                      | Prinz Albert von Sachsen-Coburg und Gotha (1819–1861) ⚭ 1857 Königin Victoria (Vereinigtes Königreich) (1819–1901)                                       | Prinz Albert von Sachsen-Coburg und Gotha (1819–1861) ⚭ 1857 Königin Victoria (Vereinigtes Königreich) (1819–1901)                                       | Prinz Albert von Sachsen-Coburg und Gotha (1819–1861) ⚭ 1857 Königin Victoria (Vereinigtes Königreich) (1819–1901)                                       | Prinz Albert von Sachsen-Coburg und Gotha (1819–1861) ⚭ 1857 Königin Victoria (Vereinigtes Königreich) (1819–1901)                                       | Zar Alexander II. von Russland (1818–1881) ⚭ 1841 Prinzessin Marie von Hessen und bei Rhein (1824–1880)                                                  | Zar Alexander II. von Russland (1818–1881) ⚭ 1841 Prinzessin Marie von Hessen und bei Rhein (1824–1880)                                                  |
| Großeltern                                                 | Großherzog Ludwig IV. von Hessen und bei Rhein (1837–1892) ⚭ 1862 Prinzessin Alice von Großbritannien und Irland (1843–1878)                             | Großherzog Ludwig IV. von Hessen und bei Rhein (1837–1892) ⚭ 1862 Prinzessin Alice von Großbritannien und Irland (1843–1878)                             | Großherzog Ludwig IV. von Hessen und bei Rhein (1837–1892) ⚭ 1862 Prinzessin Alice von Großbritannien und Irland (1843–1878)                             | Großherzog Ludwig IV. von Hessen und bei Rhein (1837–1892) ⚭ 1862 Prinzessin Alice von Großbritannien und Irland (1843–1878)                             | Herzog Alfred von Coburg (1844–1900) ⚭ 1874 Großfürstin Marija Alexandrowna von Russland (1853–1920)                                                     | Herzog Alfred von Coburg (1844–1900) ⚭ 1874 Großfürstin Marija Alexandrowna von Russland (1853–1920)                                                     | Herzog Alfred von Coburg (1844–1900) ⚭ 1874 Großfürstin Marija Alexandrowna von Russland (1853–1920)                                                     | Herzog Alfred von Coburg (1844–1900) ⚭ 1874 Großfürstin Marija Alexandrowna von Russland (1853–1920)                                                     |
| Eltern                                                     | Großherzog Ernst Ludwig von Hessen und bei Rhein (1868–1937) ⚭ 1894 (Scheidung 1901) Prinzessin Victoria Melita von Sachsen-Coburg und Gotha (1876–1936) | Großherzog Ernst Ludwig von Hessen und bei Rhein (1868–1937) ⚭ 1894 (Scheidung 1901) Prinzessin Victoria Melita von Sachsen-Coburg und Gotha (1876–1936) | Großherzog Ernst Ludwig von Hessen und bei Rhein (1868–1937) ⚭ 1894 (Scheidung 1901) Prinzessin Victoria Melita von Sachsen-Coburg und Gotha (1876–1936) | Großherzog Ernst Ludwig von Hessen und bei Rhein (1868–1937) ⚭ 1894 (Scheidung 1901) Prinzessin Victoria Melita von Sachsen-Coburg und Gotha (1876–1936) | Großherzog Ernst Ludwig von Hessen und bei Rhein (1868–1937) ⚭ 1894 (Scheidung 1901) Prinzessin Victoria Melita von Sachsen-Coburg und Gotha (1876–1936) | Großherzog Ernst Ludwig von Hessen und bei Rhein (1868–1937) ⚭ 1894 (Scheidung 1901) Prinzessin Victoria Melita von Sachsen-Coburg und Gotha (1876–1936) | Großherzog Ernst Ludwig von Hessen und bei Rhein (1868–1937) ⚭ 1894 (Scheidung 1901) Prinzessin Victoria Melita von Sachsen-Coburg und Gotha (1876–1936) | Großherzog Ernst Ludwig von Hessen und bei Rhein (1868–1937) ⚭ 1894 (Scheidung 1901) Prinzessin Victoria Melita von Sachsen-Coburg und Gotha (1876–1936) |
| Elisabeth (1895–1903), Prinzessin von Hessen und bei Rhein | | | | | | | | |

## Galerie

„Prinzeßchen“ Elisabeth (1899)
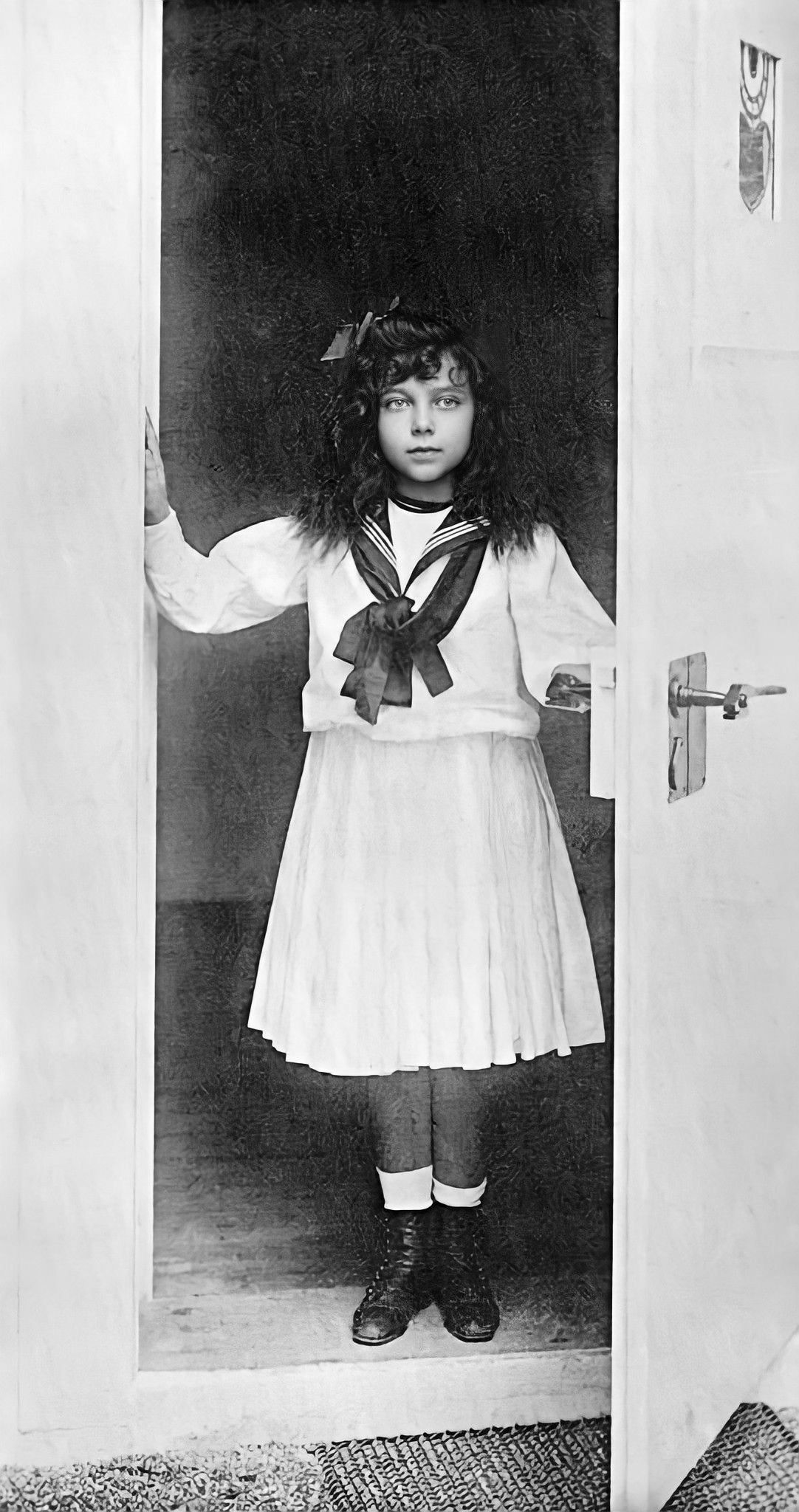
Elisabeth 1902
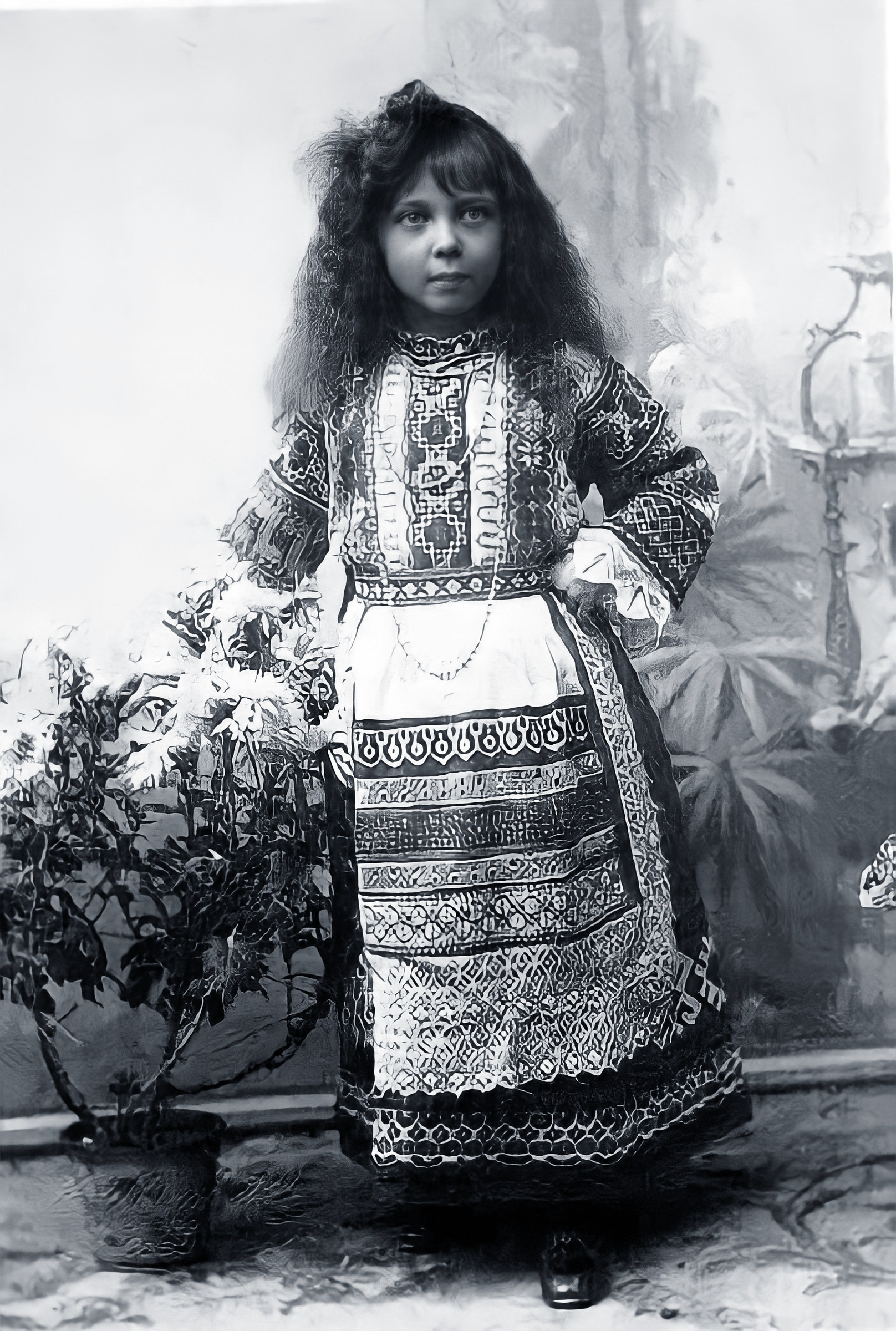
Prinzessin Elisabeth in einem Volkskostüm, aufgenommen 1901
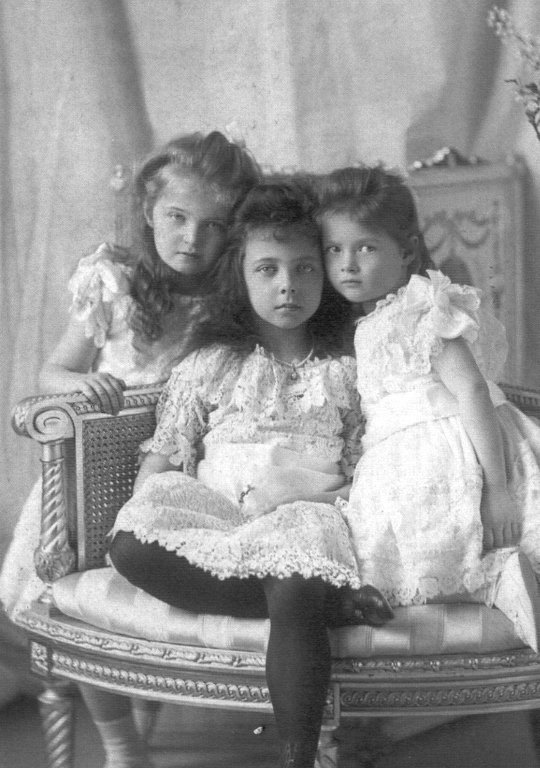
Elisabeth mit ihren russischen Cousinen Olga und Tatiana Nikolajewna Romanowa Februar 1901
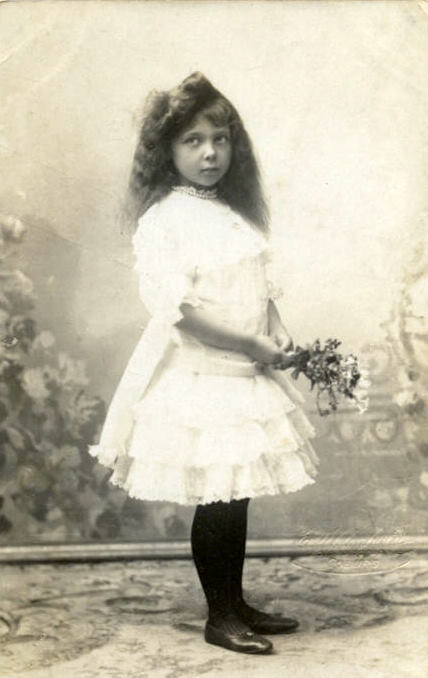
Offizielles Porträt 1901

## Archivinformationen
Dokumente über Elisabeths Tod, darunter Telegramme und Briefe von Verwandten und einem hessischen Bediensteten an Elisabeths Tante, Alexandra von Sachsen-Coburg und Gotha, werden im Hohenlohe-Zentralarchiv Neuenstein aufbewahrt, das sich im Schloss Neuenstein befindet (Neuenstein (Hohenlohe), Baden-Württemberg).